# Le Crest
Le Crest là một xã ở tỉnh Puy-de-Dôme trong vùng Auvergne miền trung nước Pháp. Xã này nằm ở khu vực có độ cao trung bình 608 mét trên mực nước biển.

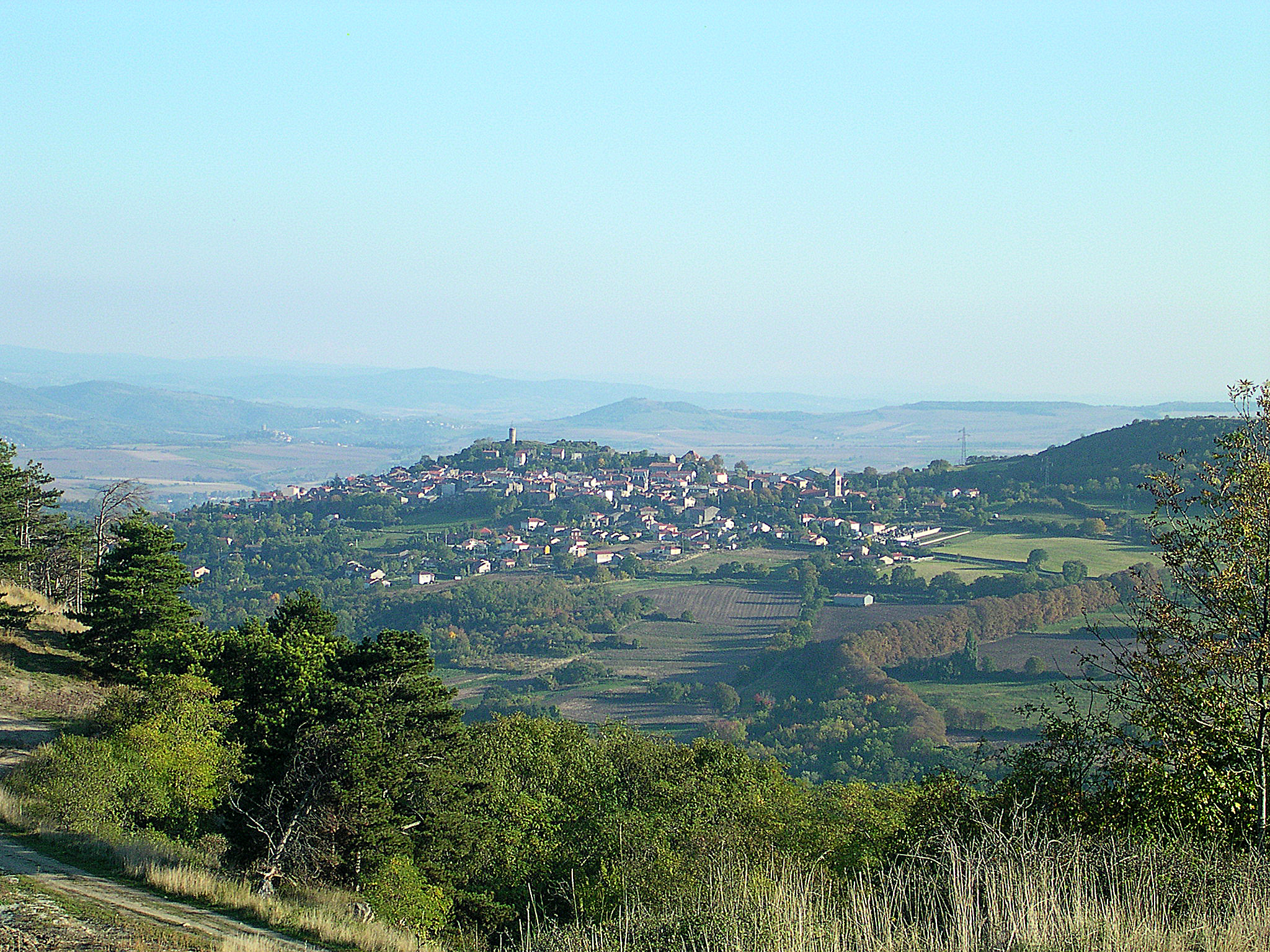
Le Crest